# Věslav Szpak
Věslav Szpak (* 12. září 1950, Orlová) je luterský pastor a emeritní biskup Luterské evangelické církve a. v. (LECAV) v České republice.

## Život
Narodil se do dělnické rodiny Věslava Szpaka a Olgy, roz. Kubicové. Navštěvoval základní školu a gymnázium s polským jazykem vyučovacím v Orlové. Vystudoval teologii na Evangelické bohoslovecké fakultě UK v Bratislavě a Křesťanské teologické akademii ve Varšavě.
Dne 1. října 1973 přijal ordinaci. Duchovenskou službu započal ve Slezské církve evangelické a. v. Působil mj. ve sborech v Českém Těšíně, Novém Bohumíně a od roku 1985 v Bystřici. Po vzniku LECAV přešel do této církve. Tam působil jako biskupský tajemník. Synod církve jej 16. června 2018 zvolil do úřadu biskupa. Slavnostně instalován byl 28. října 2018. Úřad biskupa vykonával do roku 2024.
Působí také jako zastupitel obce Bystřice. Je ženatý; s manželkou Zuzanou, roz. Michalíkovou (*1953) má dceru Kateřinu (*1979). Spolupracoval s StB pod krycím jménem Martin.